# Serment de Tebtynis
Le serment de Tebtynis, datant de 107 av. J.-C., impose aux paysans égyptiens de rester sur leur terre et de rendre des comptes à l'État. L'héritier devait faire reconnaître son droit en déclarant sous serment la valeur globale de la succession dans un délai déterminé et n’entrait en possession qu’après avoir payé la taxe.

Un autre serment de Tebtynis a été fait au kataposreus du nome arsinoïte par quatre prêtres de Tebtynis s'engageant à monter la garde deux par deux à la grande digue 
« ... sans aucune dépense ; si quelque éboulement ou rupture accidentelle se produisait, nous serions en personne responsables pour tout dommage qui s'ensuivrait. »
— Lignes 18-20 du papyrus